# Boku no Pico
Boku no Pico (ぼくのぴこ lit. Mi Pico?) es una serie de tres OVAs de género shotacon, producidas por el estudio de animación Natural High. Dirigida por Kenn, escrita por Kenn y cuenta con diseño de personajes de Kenn. De acuerdo con las palabras del productor, Boku no Pico es «uno de los primeros anime shotacon del mundo». Consiste en tres episodios de aproximadamente treinta minutos cada uno, así como también de un manga one-shot, un juego de computadora y una recopilación de canciones.

## Argumento
La historia sigue a Pico, un niño prepúber que cada verano trabaja en el bar de su abuelo. En una de estas ocasiones, conoce a un hombre llamado Tamotsu que lo seduce, en principio creyendo que es una niña, y pronto inician una relación sexual. Se relatan también las historias de esa índole entre Pico y sus amigos, Chico y Coco.

## Personajes
Pico (ぴこ Piko?)
Voz por: Mariko Sakō
Es un niño rubio que trabaja en el bar de su abuelo durante el verano. Suele aparecer nadando, normalmente desnudo o con un bañador azul. A pesar de que no le gusta, viste las ropas de niña que Tamotsu le compra. Luego, dolido porque Tamotsu no se responsabilizara de su relación, se rebela cortándose la mayor parte del cabello y escapa. Tras ver a Chico nadando desnudo en un río, se hace amigo y mantiene una relación sexual con este, en la que inicia al joven. Cuando mantiene relaciones con Tamotsu, es el pasivo, pero con Chico y Coco alterna de posición, debido a que es el segundo más alto, pero también el segundo más femenino.
Tamotsu (タモツ?)
Llamado "Mok-kun" por Pico, es un hombre joven que le inicia en el sexo. Aunque su trabajo nunca se menciona, su nuevo coche y su amplio apartamento indican que es de clase acomodada. La primera vez que seduce a Pico, se sorprende al descubrir que este es un chico pero aun así se muestra interesado en él. Más tarde, le compra un conjunto de mujer y se lo hace poner a pesar de que Pico protesta. Mayormente, ve al protagonista como un mero objeto sexual aunque más tarde se muestra preocupado por él cuando desaparece. 
Ojii-san (おじいさん?)
Es el abuelo de Pico. Administra un bar llamado BeBe que suele estar vacío a pesar de ser grande. Cuando Tamotsu visita el bar en el verano, se encuentra con Pico ocupando el puesto de camarero vistiendo como atuendo un delantal rosa con volantes. En la primera OVA, le pide a Tamotsu que pase tiempo con su nieto debido a que este no tiene amigos en la zona.
Chico (ちこ Chiko?)
Un niño de cabello castaño que aparece en el segundo OVA y mantiene una relación sexual con Pico. Es más joven que Pico y le llama "hermano mayor" (en japonés: "onii-chan"), al mismo tiempo que este parece estar perdidamente enamorado de él. En cuanto a la relación, a causa de que es el más bajo pero el más masculino, su posición es aleatoria; aunque mayoritariamente en la OVA se ve cómo Chico es el activo con respecto a Pico, aunque en alguna ocasión Pico toma el papel de activo.
Onee-san (お姉さん?)
Es la hermana mayor de Chico. Cuida de Chico y parece ser su tutora legal, ni tampoco hay ninguna mención sobre los padres de la familia. Después de que ambos niños la vieran masturbándose mientras la espiaban por una grieta del techo del ático, se convierte en la causa indirecta de su experimentación de masturbaciones y sexo oral. Posee una gran colección de trajes fetichistas y juguetes sexuales que los niños usan sin permiso. Más tarde, se masturba cuando ve a los chicos vestidos de mujer teniendo relaciones sexuales en el salón a la vuelta de la esquina, cuando vuelve del supermercado.
Coco (ココ Koko?)
Es un niño de cabello largo y negro que aparece en el tercer OVA, y traba amistad con Pico y Chico. Realmente se duda si es un humano, dado a las experiencias extrañas que se dieron cuando conoció a Pico y Chico, y que no se sabe nada específico sobre él, excepto de que conoce muy bien la ciudad y que es muy listo. Es el que tiene una apariencia más femenina entre Pico y Chico, pero también es el más alto de los tres, por lo que se alterna su posición de uke, seme o suke.

## OVAs
La serie consta de tres animaciones en formato OVA. Cada episodio fue dirigido por Katsuyoshi Yatabe y producido por Natural High. El primer episodio fue publicado en DVD por Soft on Demand el 7 de septiembre de 2006 y un segundo OVA el 16 de abril de 2007. El tercer episodio fue publicado el 9 de octubre de 2008.
Un box set con los tres OVAs y un CD de la banda sonora fue lanzado por Soft on Demand el 19 de abril de 2007. El 11 de noviembre de 2007 el primer OVA fue reeditado para ser apropiado a audiencias menores de 18 años.

### Lista de episodios
| #                                                        | Título | Estreno                 |
| -------------------------------------------------------- | --- | ----------------------- |
| 1                                                        | «Mi Pico» «Boku no Piko» (ぼくのぴこ)                                                                      | 7 de septiembre de 2006 |
| 2                                                        | «Pico y Chico» «Piko to Chiko» (ぴことちこ)                                                                | 19 de abril de 2007     |
| Edición especial                                         | «Pico: Mi pequeña historia de verano» «Piko: Boku no Chiisana Natsu Monogatari» (pico〜ぼくの小さな夏物語) | 11 de noviembre de 2007 |
| Edición especial del episodio 1 para menores de 18 años. | |                         |
| 3                                                        | «Pico x Coco x Chico» «Piko x Coco x Chiko» (ぴこ×CoCo×ちこ)                                               | 9 de octubre de 2008    |

### Otros medios
Un manga en formato one-shot titulado Ame no Hi no Pico to Chico (雨の日のぴことちこ lit. Un día lluvioso con Pico y Chico) fue escrito por Aoi Madoka y publicado en mayo de 2007. El 6 de abril de 2008 fue confirmada la producción de un juego para PC, Piko to Chiko: Shota Idol no Oshigoto (ぴことちこ ショタアイドルのオシゴト Pikotochiko shotaaidoru no oshigoto), el juego fue publicado el 15 de octubre de 2010.